# Adi Mulyo
Adi Mulyo is een bestuurslaag in het regentschap Mesuji van de provincie Lampung, Indonesië. Adi Mulyo telt 1645 inwoners (volkstelling 2010).